# Relations des jésuites

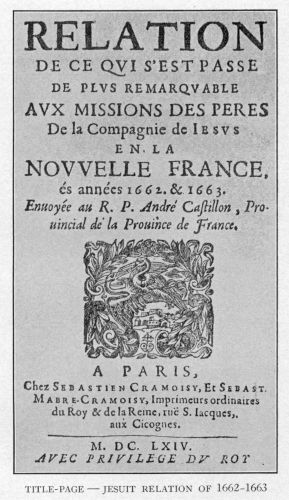
Couverture du volume de la Relation de ce qui s'est passé… durant les années 1662 et 1663

Les Relations des jésuites sont l'ensemble des textes adressés par les missionnaires de la Compagnie de Jésus envoyés en Nouvelle-France, à leurs supérieurs religieux de Paris. Les premières furent écrites dès 1616, mais elles seront régulièrement rédigées de 1632 à 1672. Ces relations comptent parmi les plus importantes sources d'information sur les peuples et l'histoire de la Nouvelle-France.
Parmi les auteurs des Relations, on trouve Paul Le Jeune, Jérôme Lalemant, Jean de Brébeuf, Paul Ragueneau…
Minutieusement détaillées, elles relatent les efforts d'évangélisation et les difficultés rencontrées par les missionnaires mais, fourmillant d'observations culturelles, sociales et linguistiques sur les populations rencontrées, elles ont également un grand intérêt anthropologique.
En 1858, Charles-Honoré Laverdière[réf. nécessaire] fut l'un des premiers à en rééditer le texte. De 1896 à 1901, Reuben Gold Thwaites édita complètement les recueils en anglais, dans une volumineuse collection de soixante-treize volumes.

## Texte
Le texte complet des Relations est notamment accessible dans la réédition canadienne de 1858, digitalisée en 2010 par Internet archive.
- Relations des Jésuites contenant ce qui s'est passé de plus remarquable dans les missions des Pères de la Compagnie de Jésus dans la Nouvelle-France, Québec, 1858, Augustin Coté :
  - Volume I. Embrassant les années 1611, 1626 et la période de 1632 à 1641, 992 p., lire en ligne ;
  - Volume II. Embrassant les années de 1642 à 1655, 868 p., lire en ligne ;
  - Volume III. Embrassant les années de 1656 à 1672, et une table analytique des matières contenues dans tout l'ouvrage, 760 p., lire en ligne.